# Toni Gonzaga
Celestine Cruz Gonzaga, conosciuta come Toni Gonzaga (Taytay, 20 gennaio 1984), è una cantante, conduttrice televisiva e attrice filippina.

## Carriera

### Carriera musicale
Ha esordito nel mondo musicale nel 2001 con un album chiamato proprio Toni Gonzaga. Dal 2006 ha prodotto diversi album per la Star Records, tutti di successo in patria.

### Carriera televisiva
Ha iniziato la sua carriera nella GMA Network, prima di passare alla ABS-CBN nel 2005.
Conduce il talk-show The Buzz 15 dal 2010 al 2015.
Tra il 2005 e il 2022 è tra le conduttrici storiche del reality Pinoy Big Brother, oltre che del talent-show The Voice of the Philippines.

### Cinema
- Pakners, regia di Tony Y. Reyes (2003)

### Vita personale
Ha una sorella più giovane, Alex, anch'essa attrice e conduttrice.

## Discografia
Album studio
- 2001 - Toni Gonzaga
- 2006 - Toni: You Complete Me
- 2007 - Falling in Love
- 2008 - Love Is...
- 2009 - Love Duets (with Sam Milby)
- 2010 - All Me
- 2014 - Celestine
- 2015 - My Love Story

Raccolte
- 2011 - Greatest Hits